# Инженерная улица (Санкт-Петербург)
Инжене́рная у́лица — улица в Центральном районе Санкт-Петербурга. 
Инженерная проходит от набережной канала Грибоедова до площади Белинского.

## История
Название известно с 1835 года. Дано по Инженерному ведомству (дом № 7), которому принадлежало также и Инженерное училище, находившееся в Инженерном (другое название Михайловского) замке.

## Объекты
- Дом 1/4/1 — Михайловский театр

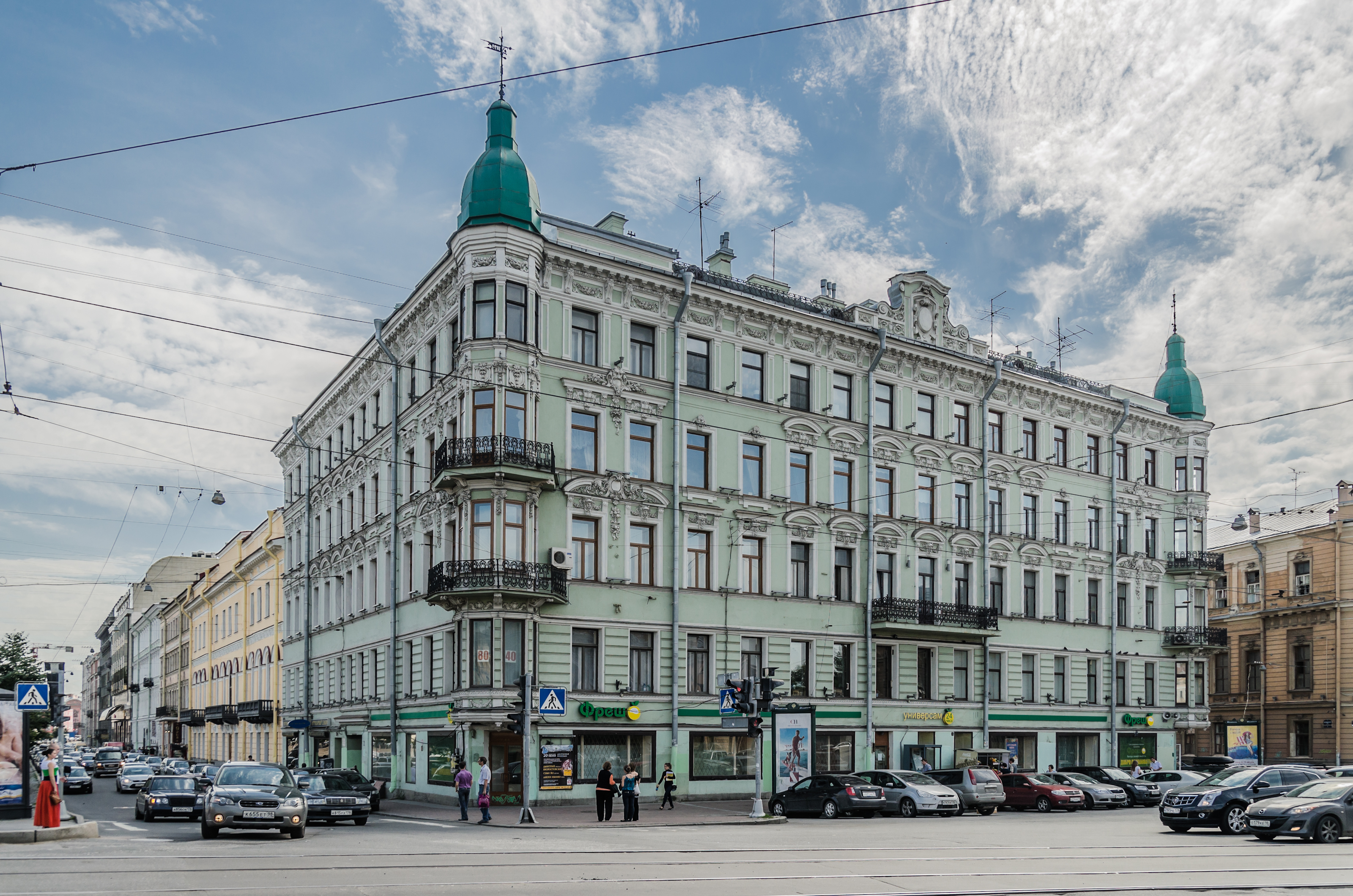
Доходный дом Фокина на Инженерной улице

- Дом 2/2  7810526002 — корпус Бенуа (Западный корпус Государственного русского музея)
- Дом 3/2 — Российская гимназия при Государственном Русском музее
- Дом 2, 4 (в период Империалистической войны в доме № 4 находилось Центральное справочное бюро о военнопленных)[3], 4А/ Садовая ул., 1  7810526000 — Государственный Русский музей (Михайловский дворец); Российский этнографический музей
- Дом 5 — Консультационно-диагностическая поликлининка № 104 (здание Ордонансгауза)
- Дом 6, литера А (Садовая улица, д. 4, литера А) — особняк военного министра, 1872—1874 гг.  781520300320005
- Дом 11 (Манежная площадь, 6)  781610415560056 — Михайловский манеж (экзерциргауз)
- Дом 12 — Большой Санкт-Петербургский государственный цирк; пожарная часть
- Дом 13 — Комплексная детско-юношеская спортивная школа (Спорткомплекс «Зимний»)

## Транспорт
Общественный транспорт на улице отсутствует. На участке от набережной Фонтанки до Садовой улицы проложены трамвайные пути. Они используются только музейным маршрутом Т1.

## Пересечения
Улица граничит или пересекает следующие площади, улицы и набережные:
- набережную канала Грибоедова
- площадь Искусств
- Садовую улицу
- Кленовую улицу
- площадь Белинского